# 許普諾斯

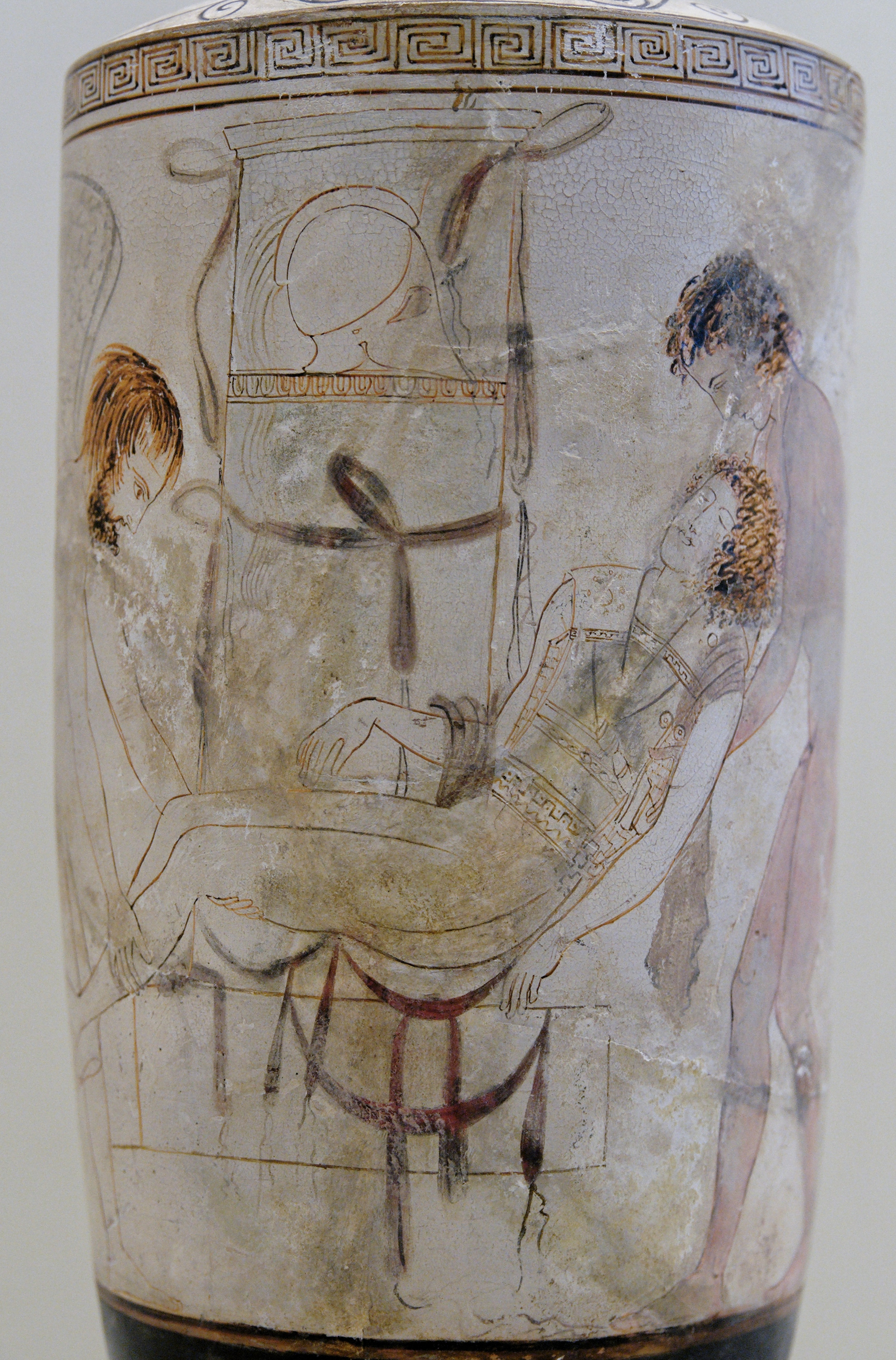
刻劃睡、死二神的陶瓶

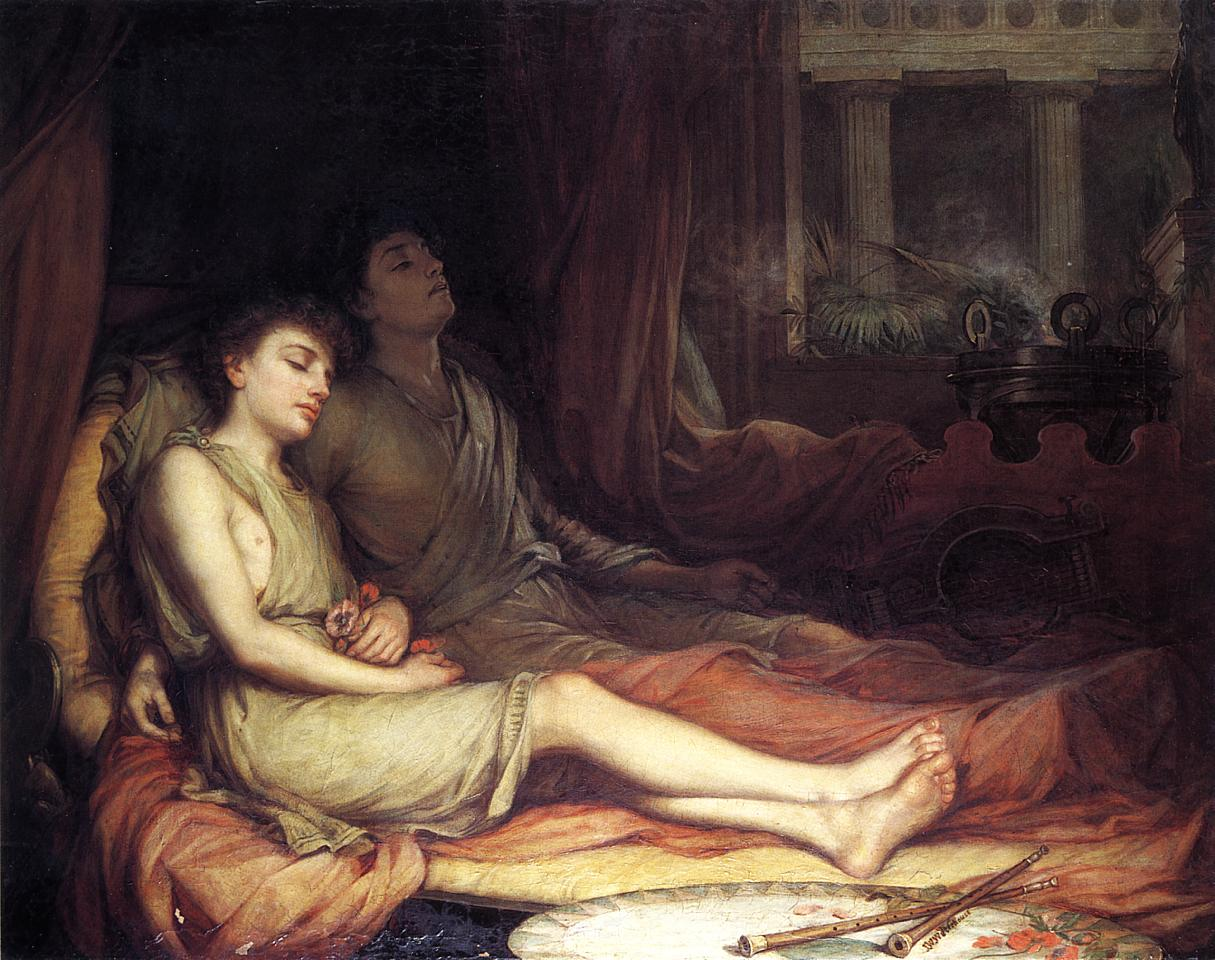
與孿生兄弟一起入睡的許普諾斯

許普諾斯或修普諾斯（古希臘語： Ὕπνος），對應羅馬的松拿士(Somnus），是希臘神話中居於地獄的睡神，被視為將「睡眠」人格化的象徵。祂的孿生兄弟是死神塔那托斯（θάνατος），而黑夜女神倪克斯（Νύξ）則是祂們的母親。祂的宮殿是一個陽光永遠不會到達的陰暗山洞；其宮殿的門前種植了大量的罌粟及具有催眠作用的植物。英語中的「催眠」（Hypnogenesis）一詞，語源正是來自希普諾斯。

## 相關傳說
許普諾斯與兄弟塔那托斯一起生活於地底，每當母親倪克斯令世界落入黑夜之時，祂就會吩咐從者到大地上誘使人類入睡。與其無情的兄弟相對，許普諾斯的性格較為溫柔，往往在人的死亡之際，給予其恆久的睡眠。
与塔那托斯不同，許普诺斯受到凡人的喜爱，因为睡眠有助于缓解人生的压力与痛苦。而且，睡神的能力，不光对凡人有效，对神也同样有效。 只要祂以神力誘使人類，就能使人入睡。而祂的催眠術，是人神皆不能相拒的。他力量大於諸神，連宙斯也逃不過他的魔力。
曾经在天后赫拉（Hera）的唆使下使宙斯催眠，然后赫拉派遣北风神刮起狂风将从特洛伊返航的赫拉克勒斯吹到了人烟密集的科斯岛上，差点要了赫拉克勒斯的命。所謂色令智昏，事發后宙斯气得到处追杀許普诺斯，正因为許普诺斯得到了他母亲黑夜女神倪克斯的庇护，許普诺斯才能幸免于难。在特洛伊战争期间，天后赫拉（Hera）计划把宙斯催眠，趁他熟睡时好在暗中帮助希腊人。赫拉再次找到了許普诺斯，让他帮忙催眠宙斯。許普诺斯一开始不敢帮，怕宙斯发怒。于是，赫拉许诺把美惠女神中最年轻的帕西忒亚（Pasithea）许配给他作他的妻子。
據傳說，許普諾斯所居住的洞穴位於希臘某個島嶼的下方，洞穴內流動著有「遺忘之河」之稱的勒忒河。許普諾斯和帕西忒亚生有三个儿子，他们三个是所有其他梦神（Oniros）的头头。分別是司掌「野獸姿態的夢」的伊刻罗斯，司掌「物体形態的夢」的方塔苏斯，司掌「人類姿態的夢」的摩耳甫斯，這三人出沒於萬物的睡夢之中，並分別能化成人形、動物及沒有生命的物體。
被大神宙斯賜予永恆睡眠的恩底弥翁，曾經從許普諾斯處得到能睜著雙眼的能力，才能永遠望著他心愛的月亮女神 塞勒涅。不過根據希臘詩歌「Licymnius of Chios」所示，應該是許普諾斯戀上了年輕的牧羊人恩底弥翁，因此才讓他能於睡眠中睜開雙眼，讓自己能好好欣賞這少年的美貌。
在一些藝術作品中，許普諾斯被描繪成一位赤裸的年輕男子，有時長著鬍子，背後則長有翅膀。祂的另一個形象是安睡在一張羽毛床上，並以黑色的簾幕遮蓋自己。睡夢之神奧涅伊洛斯作為祂的侍僕，為祂阻隔外界的一切騷擾。在斯巴達，許普諾斯永遠都與死亡相提並論。
特洛伊战争期间，宙斯曾让許普诺斯派遣梦神（Oneiroi）去给希腊联军的领袖阿迦门农托梦。 
特洛伊战争期间，許普诺斯和兄弟塔那托斯曾負責安葬宙斯與歐羅巴之子薩耳珀冬（Sarpedon），將他的遺體帶至冥界不為凡人所侵擾。
塔尔斯国王刻宇克斯（Ceyx）遭遇海难死亡后，赫拉曾经派遣彩虹女神伊里斯（Iris）带话给睡神，让他的儿子们去给刻宇克斯的妻子托梦，告知其夫的死讯。

## 大眾文化
- 美國作家洛夫克拉夫特曾創作一篇短篇故事，名為《許普諾斯》。[1]
- 瑞典死亡金屬樂隊「In Flames」曾創作一首以睡神為題材的歌曲，名為「Lord Hypnos」。[2]
- 日本漫畫《聖鬥士星矢》中，許普諾斯被描繪成冥王哈帝斯的兩大屬神之一。

## 備註
1. ↑  .   [2008-04-27]. （原始内容存档于2021-04-29）.
2. ↑  YouTube影片：In Flames〈Lord Hypnos〉